# Acrocephalus (ptič)
Acrocephalus je rod ptic iz družine trstnic (Acrocephalidae).
To so majhne trstnice rjavkaste barve, ki jih najdemo predvsem v močvirjih ali drugih mokriščih. Nekatere imajo progasto perje, druge pa so enotno obarvane. Številne vrste, ki gnezdijo v zmernih območjih, so selivke. 
Rod se je močno razvejal v številne vrste po otokih Tihega oceana, kjer je nastalo veliko endemičnih vrst. To je povzročilo, da je veliko otoških endemičnih vrst ogroženih. Nekatere vrste (vse razen ene iz Marianov ter dve iz Francoske Polinezije) so že izumrle.
Najbolj skrivnostna vrsta tega rodu je Acrocephalus orinus (velikokljuna trstnica). Ponovno so jo odkrili na Tajskem marca 2006; poleti 2009 so jo našli tudi v odmaknjenem delu Afganistana.  Pred tem je bila zabeležena le enkrat, leta 1867.

## Seznam vrst v taksonomskem vrstnem redu
Rod obsega 42 vrst, od katerih je 6 otoških oblik danes izumrlih:
- Acrocephalus griseldis
- Acrocephalus brevipennis
- Acrocephalus rufescens
- Acrocephalus gracilirostris
- Acrocephalus newtoni
- Acrocephalus sechellensis
- Acrocephalus rodericanus
- Acrocephalus arundinaceus (rakar)
- Acrocephalus orientalis
- Acrocephalus stentoreus
- Acrocephalus australis
- Acrocephalus familiaris
- † Acrocephalus luscinius
- Acrocephalus hiwae
- † Acrocephalus nijoi
- † Acrocephalus yamashinae
- † Acrocephalus astrolabii
- Acrocephalus rehsei
- Acrocephalus syrinx
- Acrocephalus aequinoctialis
- Acrocephalus percernis
- Acrocephalus caffer
- † Acrocephalus longirostris
- † Acrocephalus musae
- Acrocephalus mendanae
- Acrocephalus atyphus
- Acrocephalus kerearako
- Acrocephalus rimitarae
- Acrocephalus taiti
- Acrocephalus vaughani
- Acrocephalus bistrigiceps
- Acrocephalus melanopogon (tamariskovka)
- Acrocephalus paludicola (povodna trstnica)
- Acrocephalus schoenobaenus (bičja trstnica)
- Acrocephalus sorghophilus
- Acrocephalus concinens
- Acrocephalus tangorum (nekoč vključen v A. agricola)
- Acrocephalus orinus
- Acrocephalus agricola
- Acrocephalus dumetorum
- Acrocephalus scirpaceus (srpična trstnica)
- Acrocephalus palustris (močvirska trstinca)